# Sequoyah (Oklahoma)
Sequoyah es un lugar designado por el censo ubicado en el condado de Rogers en el estado estadounidense de Oklahoma. En el Censo de 2010 tenía una población de 698 habitantes y una densidad poblacional de 54,63 personas por km².

## Geografía
Sequoyah se encuentra ubicado en las coordenadas 36°22′47″N 95°35′49″O / 36.37972, -95.59694. Según la Oficina del Censo de los Estados Unidos, Sequoyah tiene una superficie total de 20.56 km², de la cual 20.56 km² corresponden a tierra firme y (0%) 0 km² es agua.

## Demografía
Según el censo de 2010, había 698 personas residiendo en Sequoyah. La densidad de población era de 54,63 hab./km². De los 698 habitantes, Sequoyah estaba compuesto por el 78.22% blancos, el 0% eran afroamericanos, el 10.46% eran amerindios, el 1.15% eran asiáticos, el 0% eran isleños del Pacífico, el 0.86% eran de otras razas y el 9.31% pertenecían a dos o más razas. Del total de la población el 1.86% eran hispanos o latinos de cualquier raza.